# Stenotyla helleri
Stenotyla helleri es una especie de orquídea epifita originaria  de Nicaragua.

## Descripción
Tiene hojas dísticas de 25 cm de largo y 3.5 cm de ancho, con vainas imbricadas. Pedúnculo de 15 cm de largo, revestido de 2 vainas, las flores de color amarillo-cremosas con rayas longitudinales rojo-violetas, el labelo con manchitas pequeñas café-rojizas; sépalo dorsal 20 mm de largo y 7 mm de ancho, los sépalos laterales 26 mm de largo y 7 mm de ancho; pétalos de 22 mm de largo y 10 mm de ancho, obtusos y reflexos; el labelo tubular, de 22 mm de largo y 19 mm de ancho, bordes ondeados, los lobos laterales abrazando a la columna, disco con un callo 4-dentado; columna arqueada, 3-dentada en el ápice; ovario 2.5 cm de largo, pedicelado.

## Distribución y hábitat
Se distribuye por  Nicaragua donde se encuentra en los bosques húmedos y nebliselvas de las zonas norcentral y atlántica en alturas de 200–1500 metros. La floración se produce en enero–abril. Esta especie difiere de C. lendyana por sus flores mucho más grandes, de color amarillo-cremosas con rayas rojo-violetas en vez de amarillo cromado brillantes e inmaculadas; además el follaje es amplio y erecto y con más cuerpo.

## Taxonomía
Stenotyla helleri fue descrita por (Fowlie) P.A.Harding  y publicado en Huntleyas 232. 2008
Sinonimia
- Chondrorhyncha helleri Fowlie	[1][3][4]